# Земська школа в Ригах

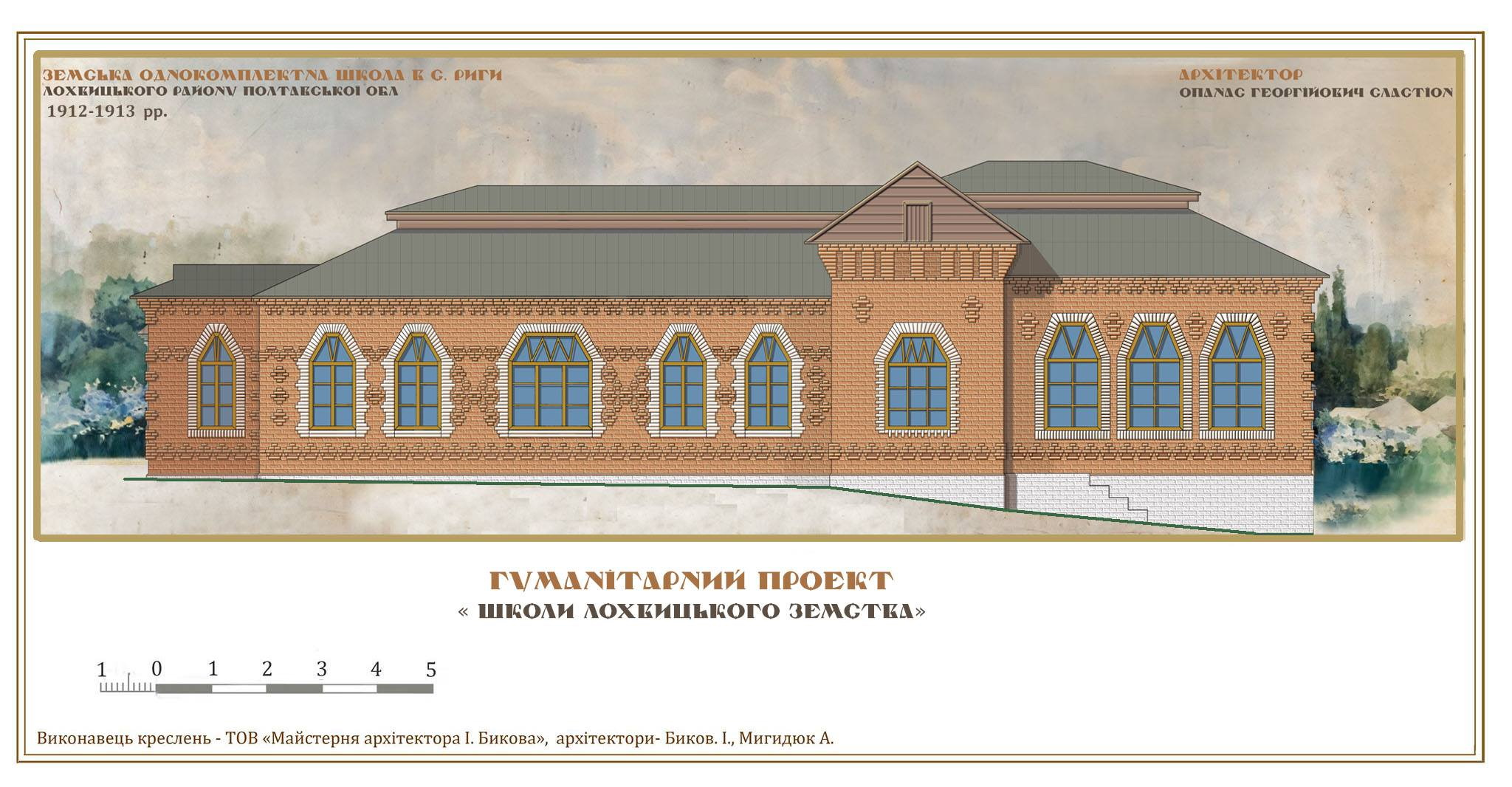
Земська школа в селі Риги. Обмірне креслення. ІV.2016

Земська школа в селі Риги Лохвицького повіту Полтавської губернії (повна офіційна назва — однокласне народне училище відомства  Міністерства народної просвіти) зведена протягом 1912—1913 років за проектом архітектора Опанаса Георгійовича Сластіона. Школа в Ригах є однією з багатьох шкіл Лохвицького земства.

## Архітектура та конструкції будівлі школи
За функціональною типологією об'єкт первісно відносився до навчально-виховних об'єктів.
Максимальні розміри будівлі становлять (a*b*h).
Будівля одноповерхова, прямокутна в плані, дерев'яна, обкладена цеглою, з тамбурами. Розпланувальна типологія змішана (коридорна, анфіланда). Цегляні фасади розкріповані по кутах рустовкою з багатим орнаментальним декором фасадів на українські народні мотиви. Декор виконанано цегланою кладкою за принципом українських вишиванок «білий по білому».
Віконні та дверні прорізи мають трапецієподібну форму. Пізніші дверні прорізи в інтер'єрі прямокутні. Первісне внутрішнє планування підпорядковувалось вимогам доцільності, яка проявилась у функціональному групуванні приміщень: тамбури, коридор-рекреація (в зимовий період використовувався як роздягальня), навчальний клас на 50 учнів, вчительська зі шкільною бібліотекою, квартира вчителя з родиною, кухня. 
Стрічковий фундамент та цоколь цегляні. Конструкція будівлі каркасна з несучими поздовжніми та поперечними стінами. Опорні стовпи каркаса фасадних стін спираються на дерев'яні лежні. Підлога дерев'яна, по дерев'яних колодах, опертими всередині на цегляні стовпчики. Башта над тамбуром розібрана. Під підлогою влаштовано вентиляційне підпілля. Перекриття дерев'яне, балкове. Стеля підшита драницями та оштукатурена. Покрівля виконана з листів азбестоцементного шиферу. Конструкції даху становлять систему дерев'яних стояків, прогонів, підкосів і приставних крокв. Наявні сліди заміни дерев'яних конструкцій. Загальний технічний стан будівлі задовільний.
За об'ємно-просторовою та планувальною структурою школа в Ригах наближена до земської школи в селі Западинці та земської школи в селі Христанівка.
Будівля відноситься до цінних зразків зниклого архітектурного стилю Українського архітектурного модерну, народностильового романтично-декоративного спрямування та роботі видатного архітектора Опанаса Георгійовча Сластіона.

## Радянський період та сучасність
Нині тут розташовується сільський будинок культури. Унікальну школу за проектом Опанаса Сластіона закликають зберігати активісти Полтавщини.

## Альбом видів

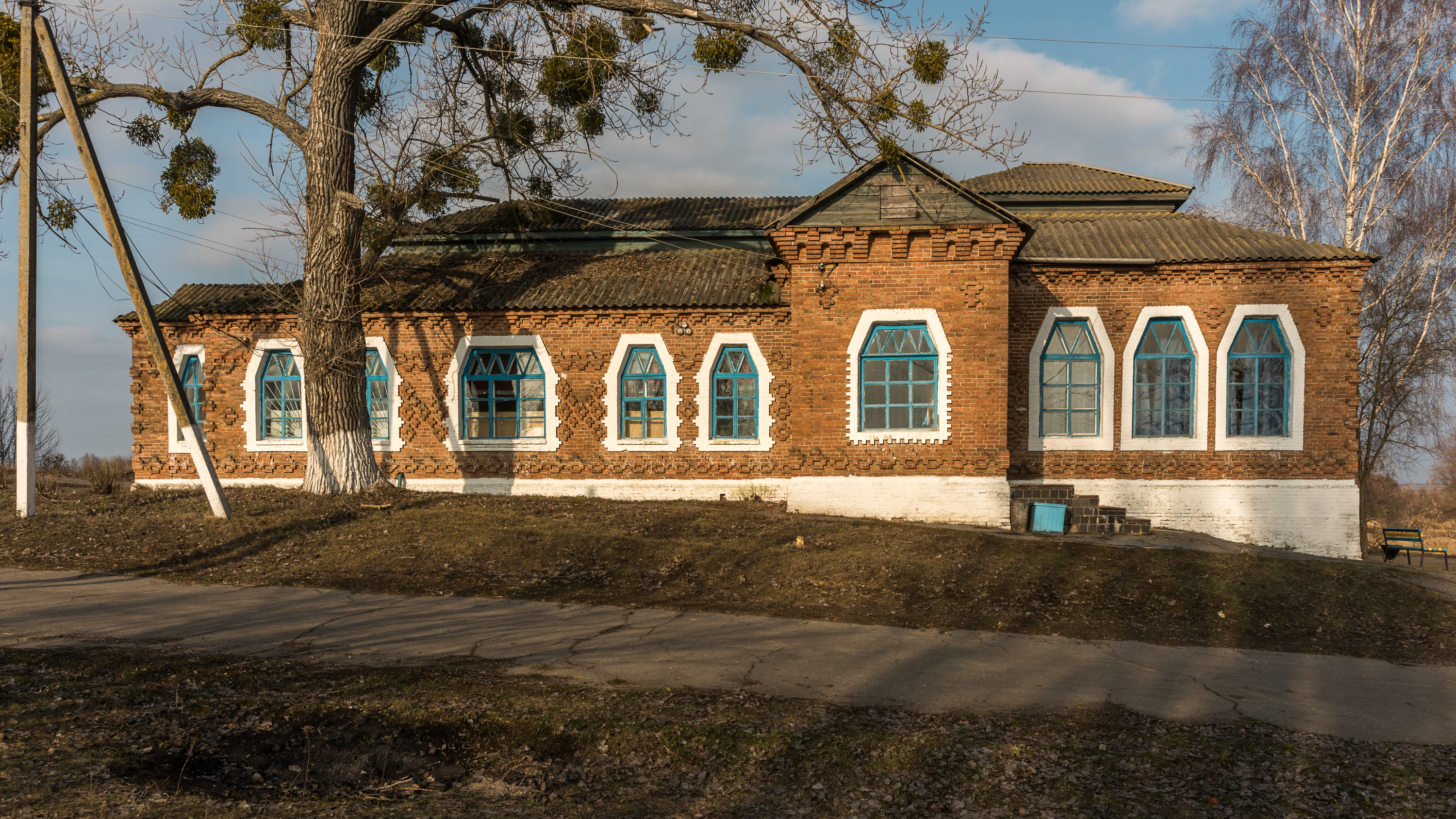
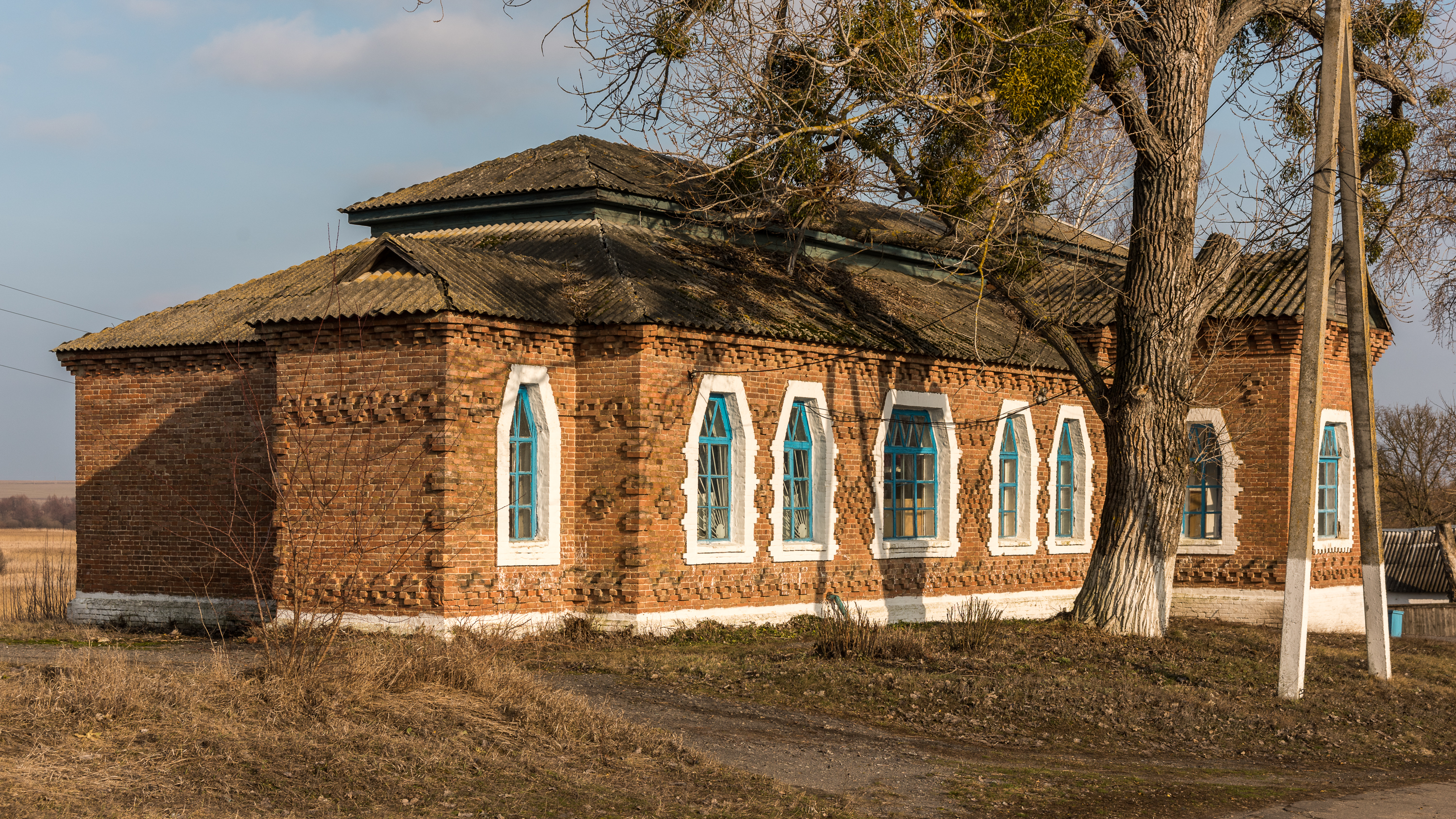
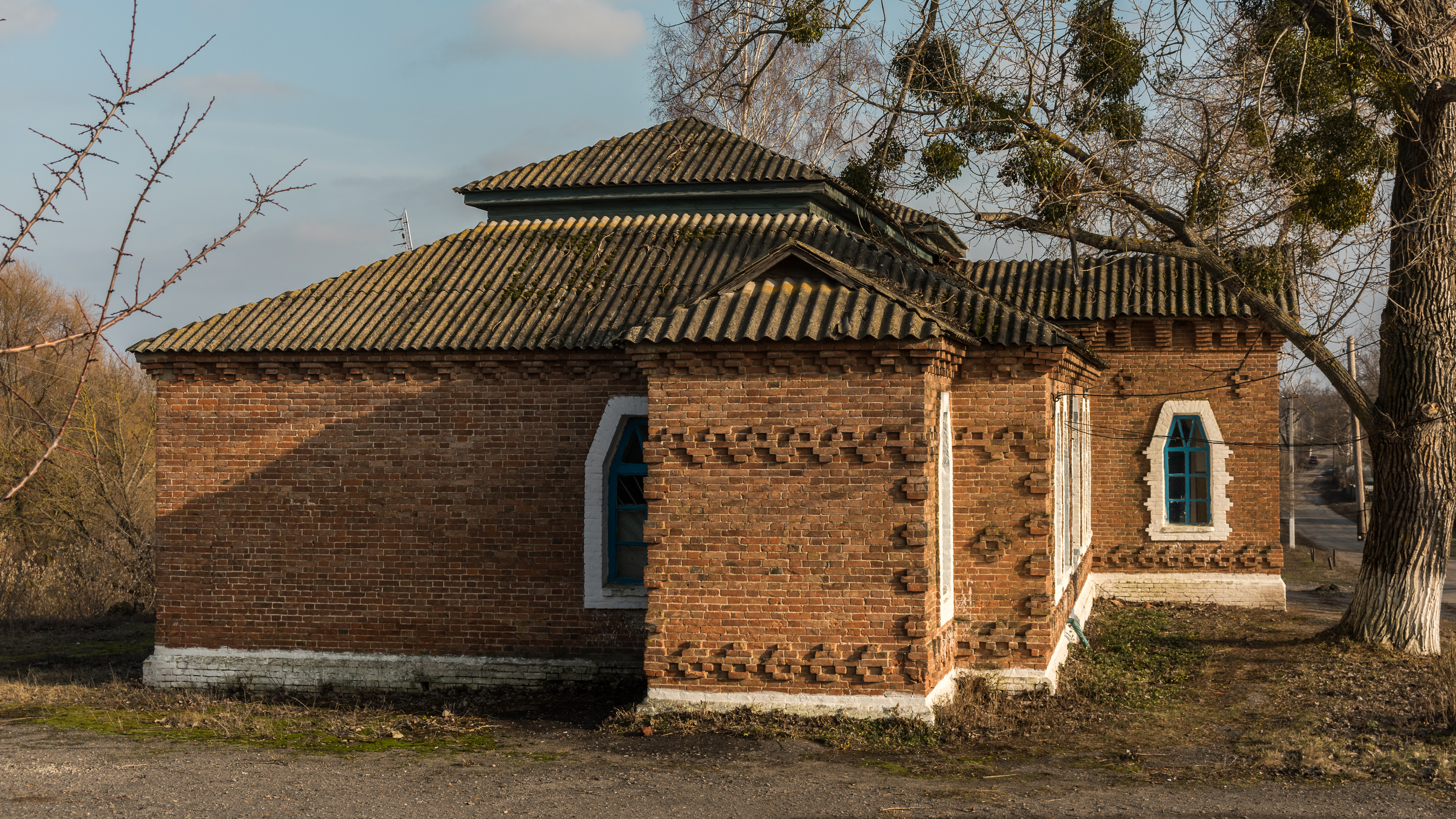
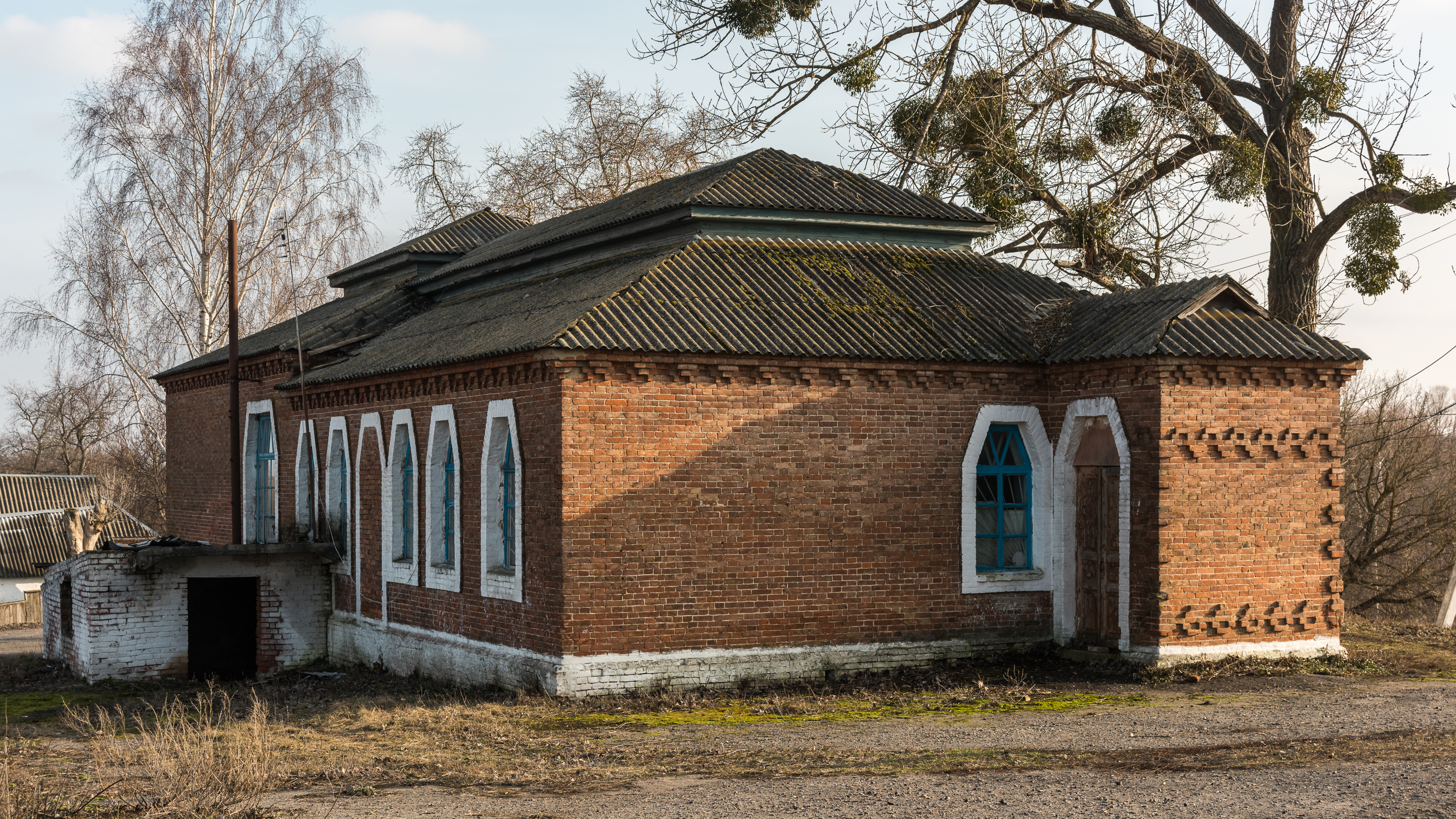
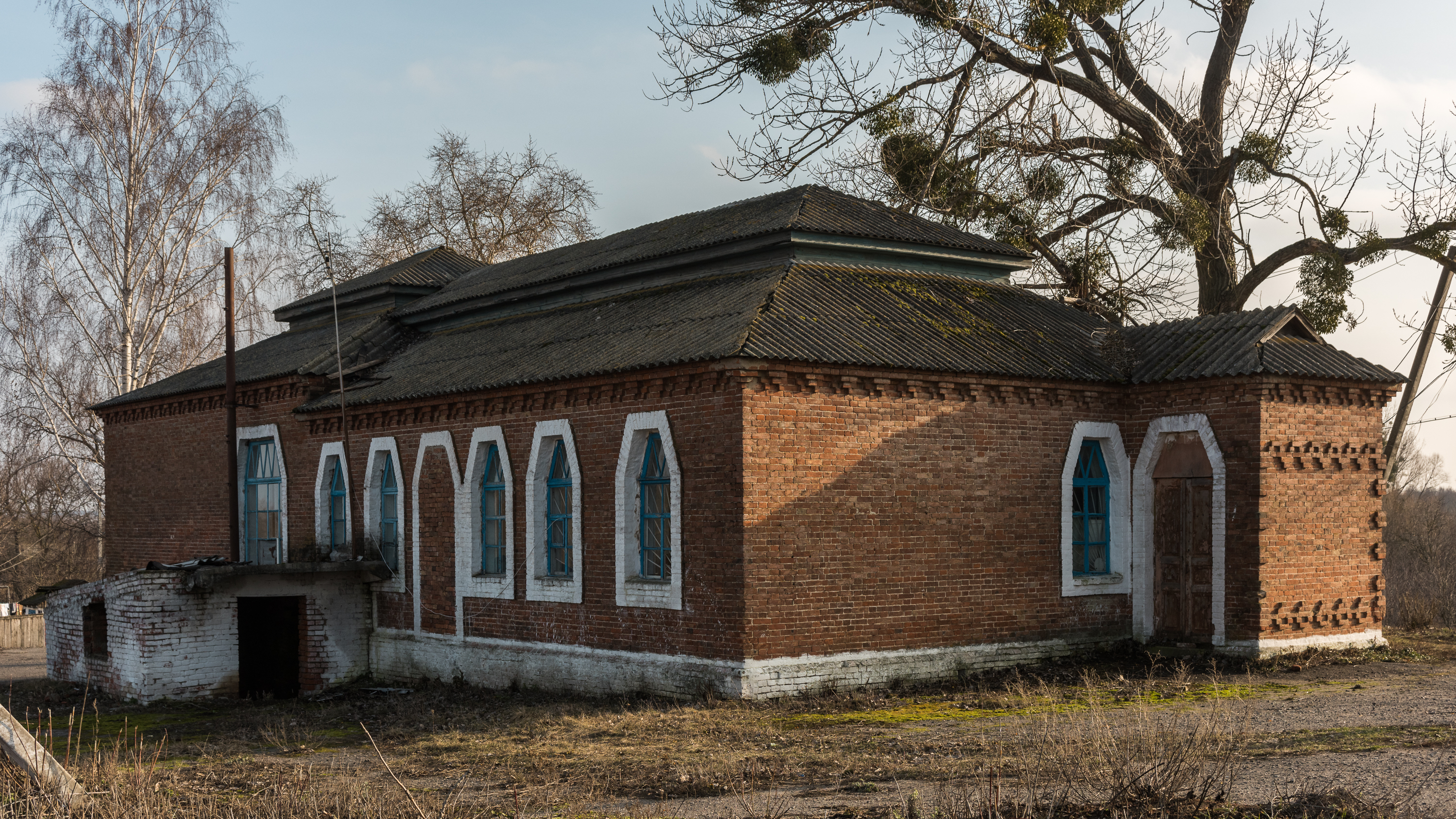
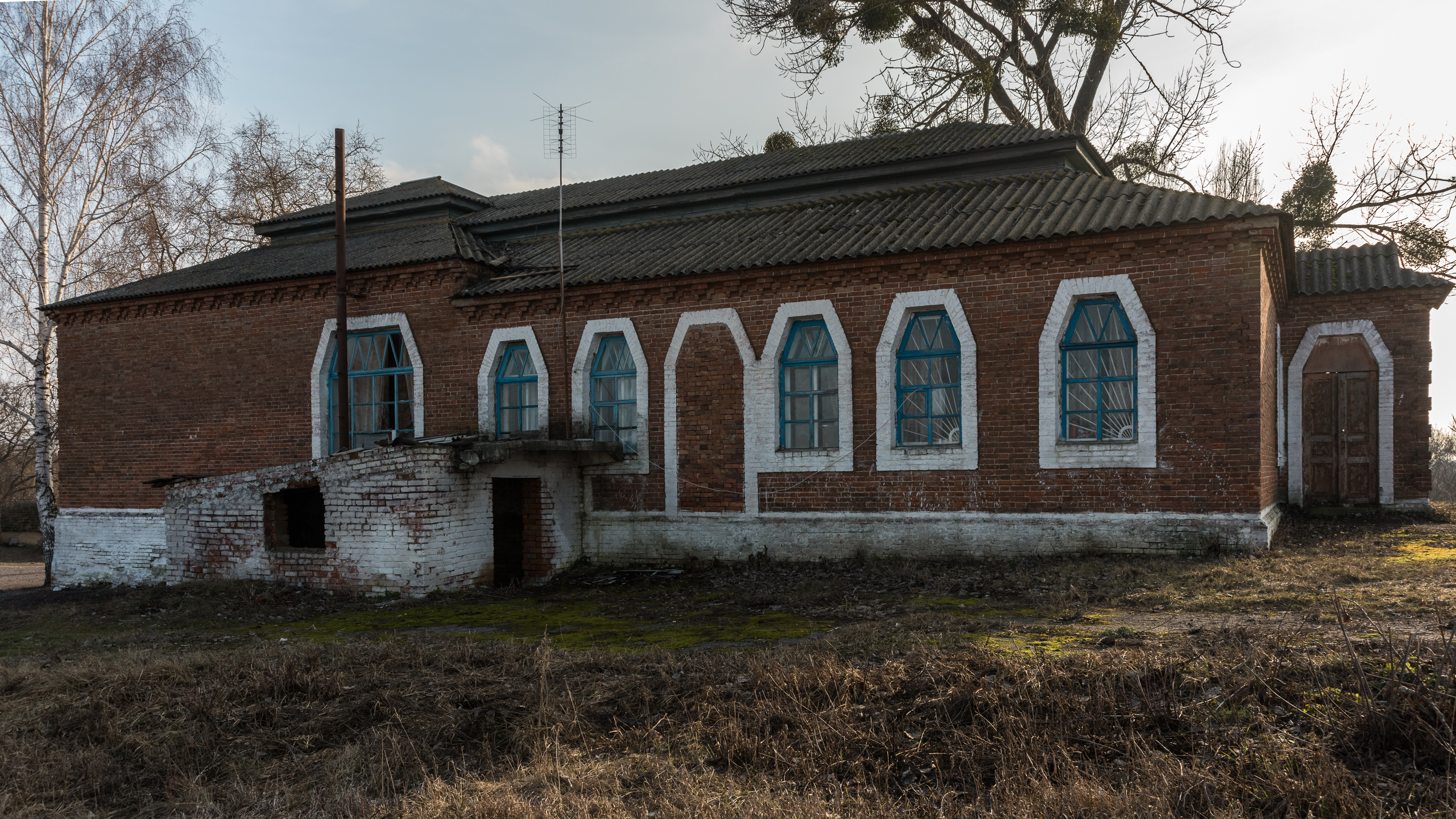
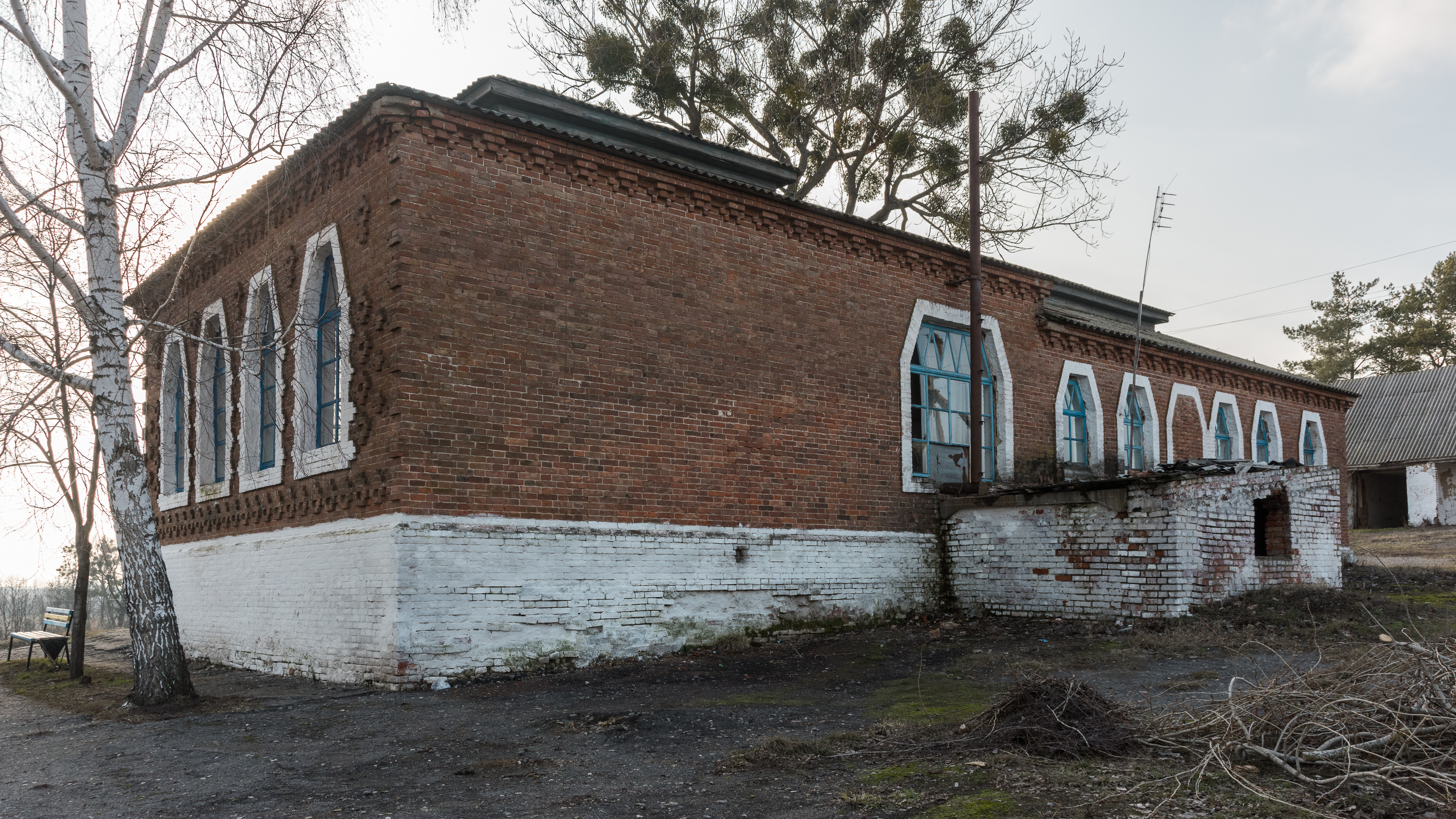
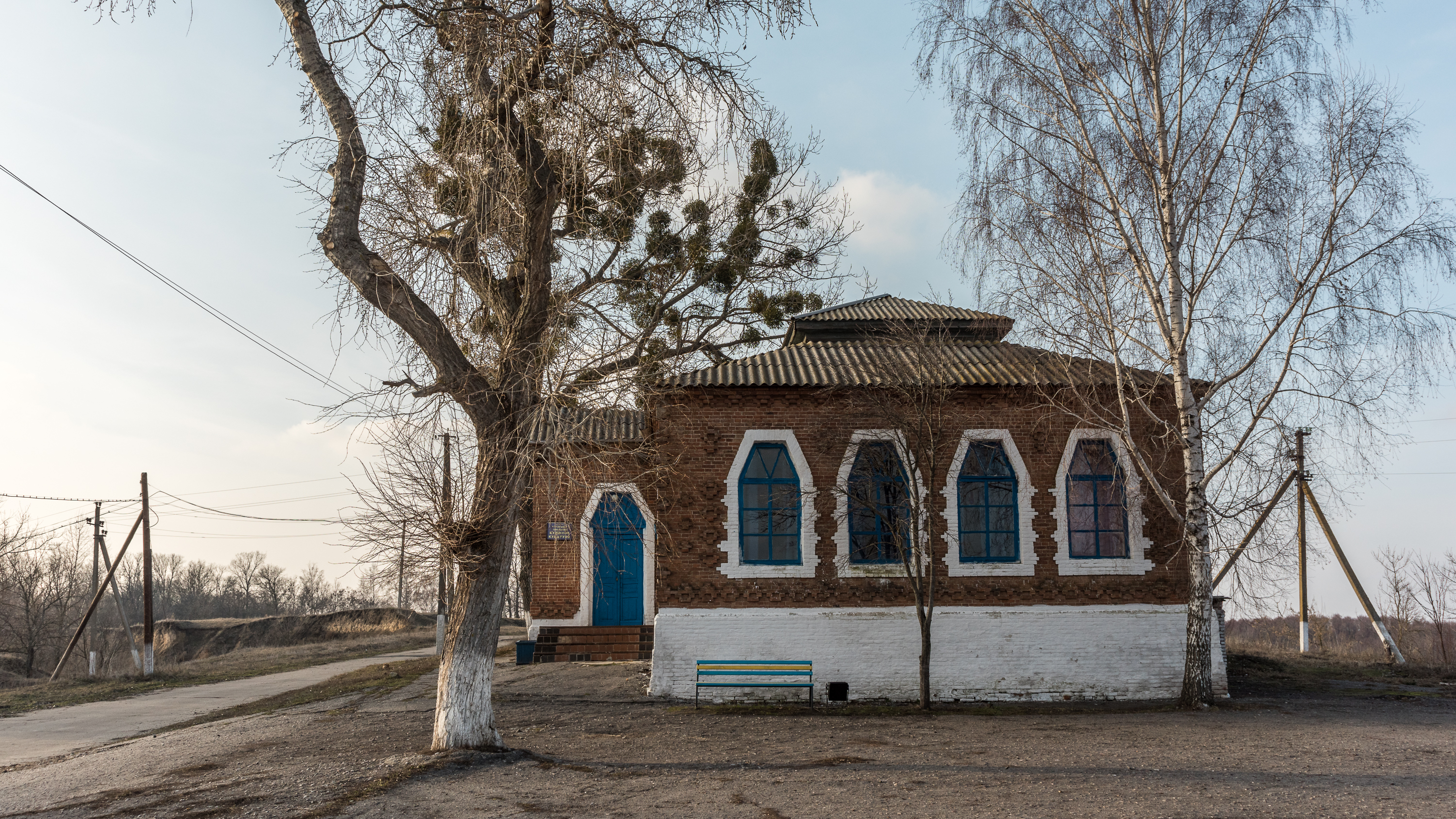
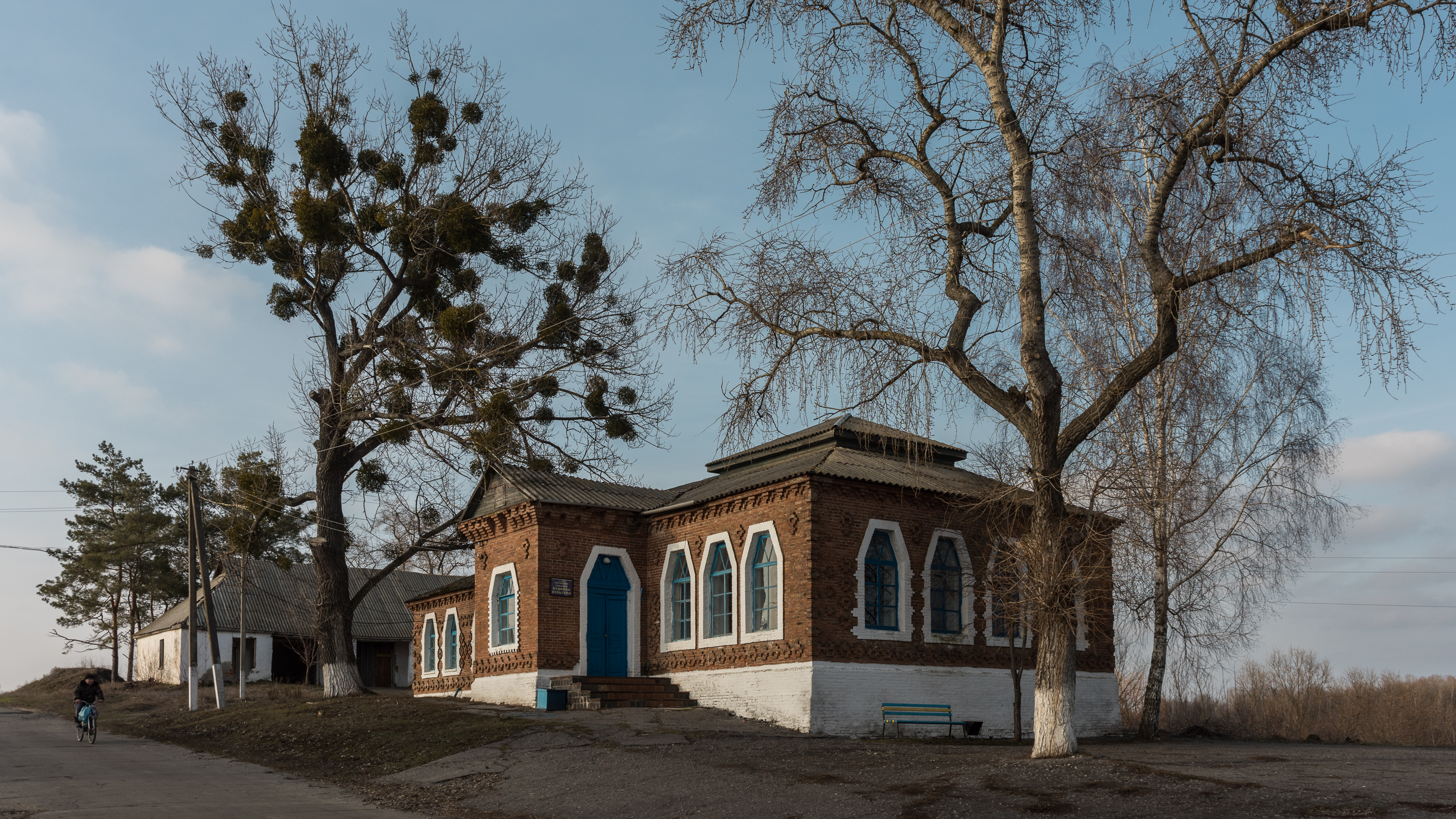
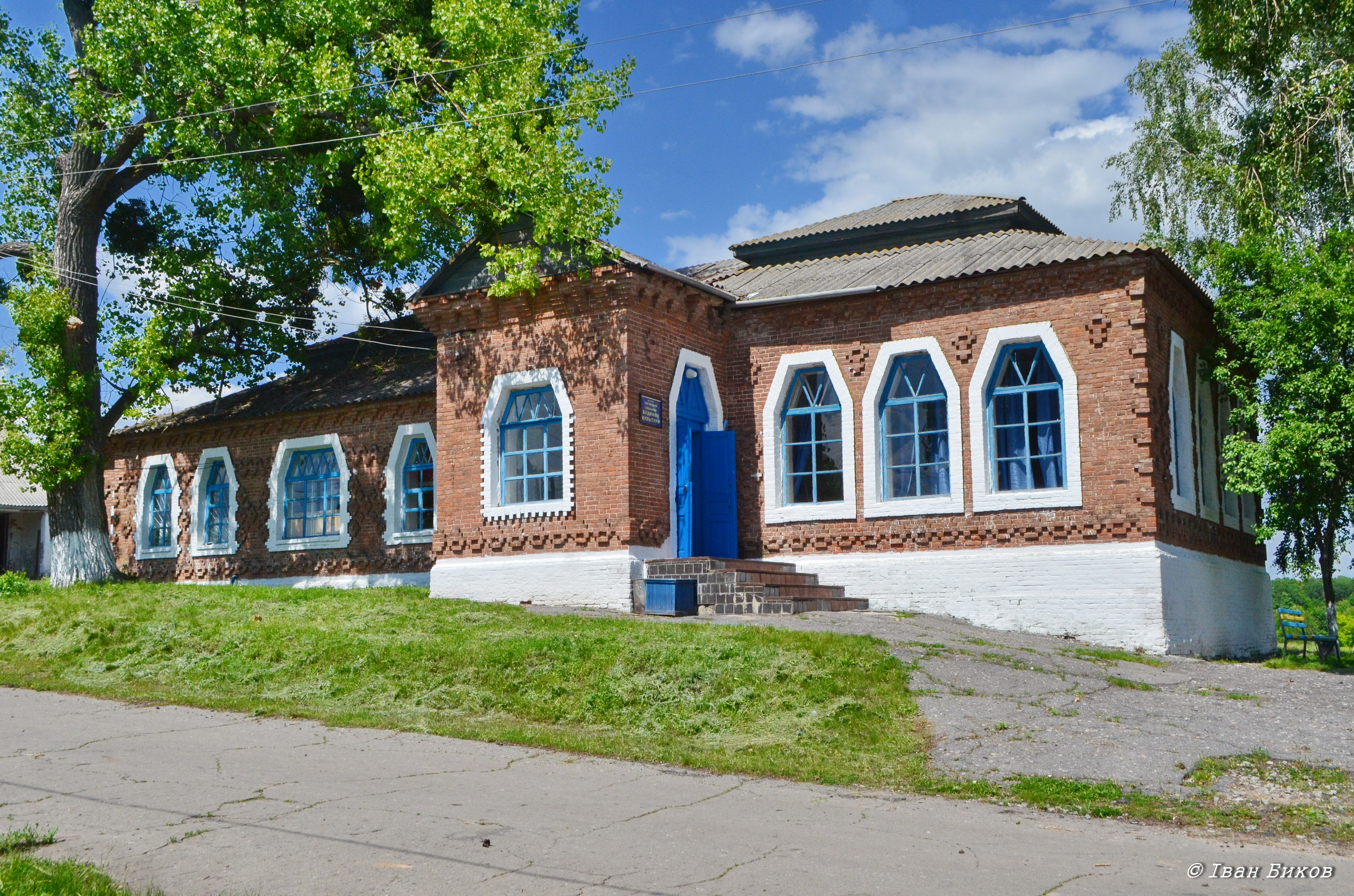
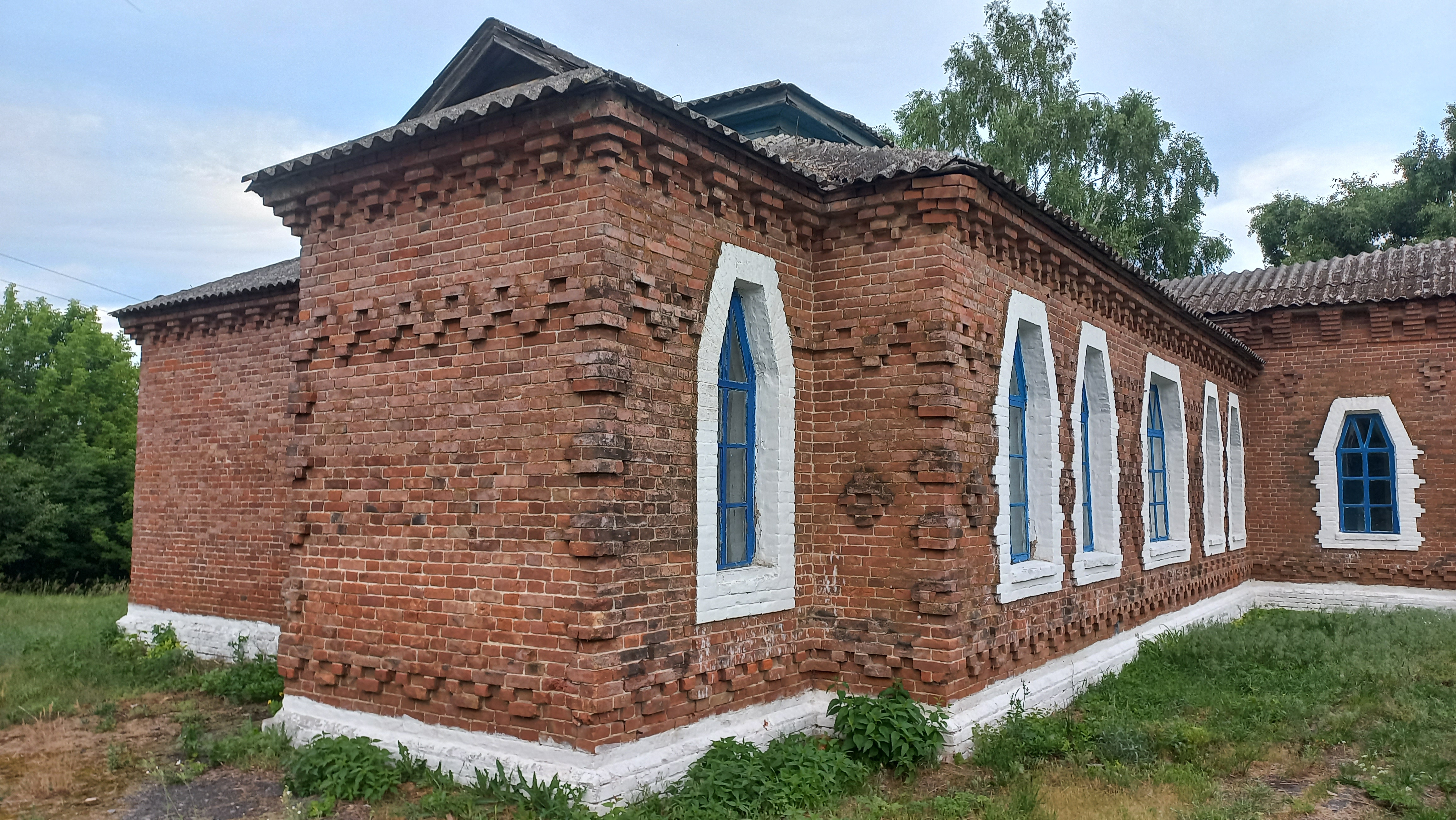
Фрагмент фасаду школи в селі Риги